# Aaron Altherr
Aaron Samuel Altherr (* 14. Januar 1991 in Landstuhl, Deutschland) ist ein deutsch-US-amerikanischer Baseballspieler für die NC Dinos in der südkoreanischen KBO League. Davor spielte er von 2009 bis 2019 in der amerikanischen Major League Baseball (MLB). Darüber hinaus ist er bereits für die deutsche Baseballnationalmannschaft aktiv gewesen.

## Leben
Aaron Altherr wurde im pfälzischen Landstuhl geboren, wo seine US-amerikanische Mutter als Mitglied der US-Streitkräfte stationiert war. Sein Vater ist der Deutsche Frank Altherr, der in der Saison 1985/86 zwei Spiele in der 2. Fußball-Bundesliga für den späteren Erstliga-Aufsteiger FC 08 Homburg absolvierte. Die Familie siedelte in die USA über und wurde schließlich im Maricopa County im Bundesstaat Arizona sesshaft.

## Karriere

### High School
Altherr besuchte die Agua Fria High School in Avondale (Arizona). Dort spielte er im Baseball-Team zumeist auf der Position des Shortstop. Altherr fiel außerdem durch sein großes Talent im Basketball auf und erhielt von zahlreichen Universitäten, darunter die University of San Diego und die Southern Methodist University, Angebote, für sie Basketball zu spielen. Er entschied sich jedoch, sich in seinem letzten Highschool-Jahr ausschließlich auf Baseball zu konzentrieren.

### Philadelphia Phillies
Altherr wurde in der neunten Runde des MLB Draft 2009 von den Philadelphia Phillies ausgewählt. Fortan durchlief er auf der Position des Outfielder deren Nachwuchsmannschaften und spielte in der Saison 2013 für die Clearwater Threshers in der Florida State League. Hier konnte er seinen Schlagdurchschnitt im Vergleich zu den Vorjahren steigern und setzte mit zwölf Home Runs eine persönliche Bestmarke. Außerdem zeigte er ein bemerkenswertes Laufspiel, das in 23 Stolen Bases bei 28 Versuchen resultierte, und hervorragende Defensivleistungen (17 Outfield-Assists). Im Anschluss an die reguläre Saison entsandten ihn die Phillies in die Arizona Fall League, in der regelmäßig die stärksten Nachwuchskräfte aller Mannschaften zusammenkommen. Experten zählten ihn zu den 20 oder gar zehn besten Nachwuchsspielern, die bei den Phillies unter Vertrag stehen. Auf seiner Position wurde er in der Presse mit Blick auf die Saison 2013 als bester Spieler aller Phillies-Farmteams eingestuft.
Um nicht Gefahr zu laufen, Altherr im Rahmen des Rule 5-Draft an ein anderes Team zu verlieren, beriefen die Phillies ihn Ende des Jahres 2013 in ihren 40-Mann-Kader. Aufgrund einer Handgelenksverletzung konnte Altherr jedoch nicht an der regulären Vorbereitung auf die Saison 2014 teilnehmen. Nach seiner Rückkehr absolvierte er zunächst einige Spiele für die Clearwater Threshers. Ende April 2014 rückte er in das nächsthöhere Nachwuchsteam der Phillies, die in der Eastern League spielenden Reading Fightin Phils, auf. Am 16. Juni 2014 wurde er kurzfristig in die erste Mannschaft der Phillies berufen. In deren Kader sollte er vorübergehend den Platz von Tony Gwynn Jr. einnehmen, der aufgrund des Todes seines Vaters, Tony Gwynn Sr., für einige Tage freigestellt worden war. Noch am gleichen Tag wurde Altherr im Spiel der Phillies bei den Atlanta Braves im zwölften Inning als Pinch Hitter eingewechselt. Sein Einsatz endete mit einem Fly Out. Am 19. Juni 2014 kehrte Altherr zu seinem vorherigen Team nach Reading zurück. Am 2. Juli 2014 wurde er abermals für eine Partie in die Major-League-Mannschaft beordert. Am Folgetag kam er gegen die Miami Marlins zu seinem ersten Einsatz von Beginn an. Er konnte allerdings in vier Versuchen keinen Hit erzielen. Nach Ende der regulären Saison ließ Altherr das Jahr 2014 in der venezolanischen Liga ausklingen, wo er 31 Spiele für die Águilas del Zulia aus Maracaibo bestritt.
Die Spielzeit 2015 begann Altherr abermals in Reading, bevor die Phillies ihn Ende Juni 2015 in die höchste Nachwuchsklasse „AAA“ beförderten. Dort kam er für die Lehigh Valley IronPigs in der International League zum Einsatz. Am 18. August 2015 beriefen ihn die Phillies als Ersatz für den verletzten Maikel Franco in ihre Major-League-Mannschaft. Am Folgetag gelangen Altherr im Heimspiel gegen die Toronto Blue Jays seine ersten beiden Hits in der höchsten Spielklasse, darunter ein Home Run. Insgesamt kam Altherr in der MLB-Saison 2015 zu 39 Einsätzen mit 25 Runs, davon 5 Home Runs und 22 RBIs.
Während des Spring Trainings in Vorbereitung zur Saison 2016 riss sich Altherr ein Band im linken Handgelenk, aufgrund dessen er sich am 9. März 2016 einer Operation unterziehen musste.

### Nationalmannschaft
Aufgrund seiner Herkunft war Altherr 2012 im Rahmen des Qualifikationsturniers zur World Baseball Classic 2013 in Regensburg für die deutsche Baseballnationalmannschaft spielberechtigt. Mit starken Leistungen trug Altherr dazu bei, dass das deutsche Team das Turnierfinale erreichte, wo man sich Kanada geschlagen geben musste. Am Ende des Turniers stand für Altherr nach elf At-Bats und sechs Hits (davon zwei Home Runs) ein Schlagdurchschnitt von 0,545 zu Buche – der viertbeste aller an der Qualifikationsrunde teilnehmenden Spieler.